# Киевская операция (декабрь 1919)

Киевская операция (10 декабря—вечер 16 декабря 1919) — наступательная операция 12-й армии (ком. С. А. Меженинов) против белогвардейских войск (ком. А. М. Драгомиров) во время Гражданской войны в России.
58-я стрелковая дивизия 12-й армии наступала на Киев с запада, а 44-я — с востока.
10 декабря 44-я стрелковая дивизия 12-й армии вышла к Днепру.
В ночь с 15 на 16 декабря с помощью местного рыбака П. К. Алексеенко (Алексеева) 44-я стрелковая дивизия 12-й армии форсировала Днепр, который только начинал замерзать.
Ранним утром 16 декабря красные внезапно атаковали позиции белых с тыла и заняли мосты. После двенадцатичасового боя противник отступил. В тот же день в город вступила 58-я стрелковая дивизия 12-й армии.